# Морлака
Морлака (рум. Morlaca) — село у повіті Клуж в Румунії. Входить до складу комуни Поєнь.
Село розташоване на відстані 365 км на північний захід від Бухареста, 52 км на захід від Клуж-Напоки.

## Населення
За даними перепису населення 2002 року у селі проживали 910 осіб. Рідною мовою 907 осіб (99,7%) назвали румунську.
Національний склад населення села:
| Національність | Кількість осіб | Відсоток |
| -------------- | -------------- | -------- |
| румуни         | 879            | 96,6%    |
| цигани         | 26             | 2,9%     |